# Одержимая (фильм, 1947)
«Одержимая» (англ. Possessed) — фильм в жанре нуар режиссёра Кёртиса Бернхардта, премьера которого состоялась 26 июля 1947 года. Фильм рассказывает о женщине, одержимой своим бывшим любовником. Сценарий фильма основан на истории Риты Уэймен.

## Сюжет
Главная героиня — женщина (Джоан Кроуфорд), найденная блуждающей по Лос-Анджелесу, которая не может не проронить ни слова, кроме «Дэвид». Госпитализированная в больницу, она рассказывает про свою жизнь.
Она говорит, что она Луиза Хауэлл — психически неуравновешенная женщина, которая работала сиделкой в доме Грэмов, ухаживая за женой-инвалидом (Джеральдин Брукс) Дина Грэма (Рэймонд Мэсси). Луиза влюбилась в своего соседа Дэвида Саттона (Ван Хефлин) — инженера, который ненавидит её удушающую одержимость им. Он разрывает отношения и оставляет Луизу с огромной болью. Вскоре после этого тонет жена Грэма. Луиза остаётся в семье Грэмов даже после переезда в город Вашингтон, чтобы ухаживать за маленьким Винном и юной Кэрол. Хотя и неясно, покончила ли жизнь самоубийством жена Грэма, Кэрол обвиняет Луизу в кончине её матери, после которой Грэм влюбляется в Луизу.
Через какое-то время вновь появляется Дэвид, устроившись на работу инженером у Грэма. Он удивлён тому, что Луиза живёт в его семье. Луиза, по-прежнему одержимая Дэвидом, уклоняется от него в сторону. Через некоторое время Грэм делает Луизе предложение, и она принимает его, чтобы спасти свою репутацию, хотя признаётся ему, что не любит его, но Грэм согласен, несмотря на это.
Кэрол отлично проводит время с Дэвидом, что пугает Луизу, которая пытается отговорить её от завязывания отношений с ним. Одержимость Луизы Дэвидом идёт на спад, и она начинает слышать голоса, видеть галлюцинации и верить, что первая жена Грэма жива. Когда Дэвид и Кэрол планируют пожениться, Луиза пытается помешать им. Грэм обеспокоен душевным состоянием Луизы и пытается убедить её обратиться к доктору. Полагая, что Грэм, Дэвид и Кэрол пытаются избавиться от неё, Луиза врывается в квартиру Дэвида и убивает его в шизофреническом припадке.
Психиатр, которому Луиза рассказала свою историю, заявил ей, что она невменяема и не отдаёт отчёт своим действиям. Он сожалеет, что не смог обследовать её раньше, так как он уверен, что трагедии можно было бы избежать. Он говорит Грэму, что поможет Луизе прийти в себя, хотя процесс будет долгим и трудным, очень болезненным для неё. Грэм заверяет его в своей полной поддержке ему и клянётся, что будет всегда рядом с ней и неважно, насколько трудно это будет.

## В ролях
- Джоан Кроуфорд — Луиза Хауэлл
- Ван Хефлин — Дэвид Саттон
- Рэймонд Мэсси — Дин Грэм
- Джеральдин Брукс — Кэрол Грэм
- Стэнли Риджес — доктор Уиллард
- Джон Риджли — старший следователь
- Морони Олсен — доктор Эймс
- Эрскин Сэнфорд — доктор Шерман
- Дуглас Кеннеди — помощник окружного прокурора
- Нана Брайант — Полин Грэм (в титрах не указана)

## Производство
Джоан Кроуфорд, чтобы войти в роль Луизы, посещала душевнобольных пациентов и общалась с психиатрами. Она сказала, что для неё эта роль была одной из самых сложных когда-либо.
Во время производства фильма Кёртис Бернхардт случайно намекнул на то, что роль Кроуфорд чем-то похожа на Бетт из недавно вышедшего фильма «Украденная жизнь» с Бетт Дейвис. Кроуфорд безуспешно пыталась уговорить компанию «Warner Bros.» изменить название фильма на «Тайна» (англ. The Secret), так как она уже снималась в фильме «Одержимая» в 1931 году.

## Награды
Джоан Кроуфорд была номинирована на премию «Оскар» за лучшую женскую роль, уступив Лоретте Янг (фильм — «Дочь фермера»).

## Критика
Когда фильм вышел в прокат, журнал «Variety» высоко оценил работу Кроуфорд, но подверг критике режиссуру Бернхардта, написав, что Джоан Кроуфорд получила все почести в этом фильме, виртуозно исполняя женщину, находящуюся во власти безумия. Актриса позволила себе затмить всех, даже таких опытных актёров, как Ван Хефлин и Рэймонд Мэсси. Несмотря на всеобъемлющее превосходство актрисы в фильме, «Одержимая» несколько подпорчена сомнительным подходом Кёртиса Бернхардта в своей режиссуре. Фильм колеблется между холодным клиническим анализом психического расстройства и высокомелодраматичной игрой Кроуфорд.
Джеймс Эйджи в журнале «Time» написал, что большая часть фильма — это необычная фантастичность и сила. Фильм необычайно хорошо исполнен. В то же время Говард Барнс в «New York Herald Tribune» написал, что Кроуфорд, в целом, хорошо изучила все аспекты безумия, чтобы создать довольно-таки ужасающий портрет женщины, одержимой дьяволами.
Кинокритик Деннис Шварц дал смешанную рецензию, написав, что в мелодраме «Одержимая» режиссёра Кёртиса Бернхардта, эмигрировавшего из Германии, Джоан Кроуфорд играет психически-расстроенного человека, который не может отличить реальность от воображения. Через использование экспрессионизма и хорошо знакомых съёмок в стиле нуар, чёрно-белый фильм захватывает своим проникающим психологическим тоном и делает невозможным наказание за убийство, потому что героиня безумна. Хотя Джоан впечатляюще сыграла в этом фильме, она исполняла свою сумасшедшую роль в слишком холодном и манерном тоне, чтобы сложилось хорошее впечатление о персонаже. Все попытки обратиться за помощью к врачу прозвучали как невнятный лепет, а игра Джоан была растянутой, хотя местами её больное воображение заставляло обратить на себя моё внимание. Слишком тяжёлый, с немецким настроением, фильм, всё-таки остаётся интересным для просмотра мелодраматической пьесы из этой сказки безумной любви, болезненного отклонения, паранойи и убийства.
Киноисторик Боб Порфирио отметил, что развивая сюжета сточки зрения невротического и умело используемого обратного кадра и фантастических сцен в откровенной манере, различие между реальностью и воображением Луизы становится расплывчатыми. Это делает «Одержимую» ярким примером ониризма, подобный сну — тону, являющийся оригинальной особенностью нуаровских фильмов.

## Сборы и показ
В мировом прокате фильм стал хитом, заработав 3 027 000 долларов при бюджете в 2 592 000.
Фильм также принял участие на «Каннском кинофестивале 1947».